# Comité inter-universitaire des étudiants en médecine
Le Comité inter-universitaire des étudiants en médecine (CIUM) est une organisation de représentation et de défense des étudiants en médecine de cinq universités francophones de Belgique (Université de Mons, Université libre de Bruxelles, Université de Liège, Université de Namur, Université catholique de Louvain). Il est indépendant des autres syndicats étudiants généralistes et collabore éventuellement avec ceux-ci (FEF et Unécof). Si elle n'est pas reconnue au niveau communautaire, il s'agit d'une organisation de représentation, et de défense des intérêts des étudiants en médecine et dentisterie, dans lequel siègent des étudiants. Le CIUM est reconnu par l'International Federation of Medical Students Associations (IFMSA), qui est l'organisme de représentation international des étudiants en médecine. Depuis octobre 2016, le CIUM est également agréé en tant qu'Organisation de Jeunesse pour ses activités sportives, culturelles, d'aide à la réussite et de promotion de la santé auprès des jeunes.

## Historique
Ce comité fut fondé en 2006 par une équipe d'étudiants en médecine autour de Jonathan Brauner et Jonathan Petit, respectivement étudiants en 3e et 4e année de médecine à l’ULB et à l'université de Louvain à l’époque.
Jonathan Brauner rassembla les cinq universités organisant des études de médecine en Belgique francophone et parvint ainsi à coordonner les actions contre le numerus clausus, filtre établi par l'État belge contingentant les étudiants en médecine. C’est en effet, sous l’impulsion du CIUM que plusieurs événements marquant furent organisés. En 2005, une grande manifestation contre le numerus clausus (problème fédéral) rassembla plus de 1000 étudiants dans les rues de Bruxelles pour manifester devant le cabinet du ministre de la santé de l'époque, Rudy Demotte. Quelques mois après cette action, une augmentation des quotas INAMI fut officiellement mise en place.
En 2008, après son diplôme de docteur en médecine, Jonathan Brauner passe la main à Jérôme Lechien, alors étudiant en 4e année de médecine à l'ULB. Depuis lors, le CIUM se développe, coordonnant les manifestations de 2008 contre le Décret Simonet, contribuant fortement au gel de ce décret et permettant à une centaine d'étudiants recalés malgré des critères de réussite académique satisfaisants de poursuivre leurs études de médecine.
En 2009, le CIUM devient un groupe de travail de la Fédération des Étudiant(e)s Francophones, ce qui lui permet de coordonner des positions et actions similaires entre les deux organisations étudiantes. En 2010 et 2011, le CIUM impulse de nombreuses actions contre l'examen d'entrée en médecine. Elles visèrent le siège du parti Mouvement réformateur et le cabinet du ministre de l'enseignement supérieur, Jean-Claude Marcourt. Un front commun se constitua de plus entre l'Unécof, la FEF et le CIUM pour proposer des solutions à la suite de l'augmentation des inscriptions en médecine.
En juillet 2011, malgré l'important lobby des doyens des facultés de médecine et des recteurs, le ministre n'instaure pas d'examen d'entrée ni d'année préparatoire mais projette un système d'aide à la réussite basé sur des guidances et sur un accompagnement de l'étudiant tout au long de l'année.
Cependant, Marcourt effectue un revirement en décembre 2011 : la session de janvier devient en effet décisive et même qualifiée de possible examen d'entrée déguisé par la Libre Belgique. Si l'étudiant a une moyenne de moins de 08/20 pour sa session de janvier, il peut être obligé par le jury d'étaler sa première en deux ans. Quant aux étudiants avec un échec variant entre 8/20 et 10/20 de moyenne, ils doivent choisir entre étalement de l'année, réorientation ou cours supplémentaires de remise à niveau, sur base d'une proposition du jury.
En 2017 Giovanni Briganti (alors étudiant en master en médecine à l'ULB) reprend la coordination du CIUM et en devient président. Il est médiatisé comme porte parole des étudiants francophones dans la problématique de selection, la transition d'un concours en fin de première et un examen d'entrée. Avec Jérôme Lechien, il fonde le CIMACS (Comité InterUniversitaire des Médecins Assistants Candidats Spécialistes), ASBL subventionnée et coordonnée par le CIUM pour défendre les médecins candidats spécialistes. Giovanni Briganti établit de nombreuses collaborations entre le CIUM et des ONG pour pérenniser les combats pour des meilleurs soins de santé; il fonde au sein du CIUM l'IRSEM, Institut de Recherche en Santé Publique et Education Médicale, et lance plusieurs projets de recherche à l'échelle européenne.

## Activité
Le CIUM se bat pour l'abolition des quotas fédéraux (numerus clausus) et contre l'instauration de tout filtre secondaire à ces quotas (limitation à l'entrée, au terme de la première année, de la troisième année, etc). Après de multiples sorties dans la presse contre la mise en place d'une sélection à l'entrée , face aux problèmes d'encadrement en faculté de médecine, le CIUM crée une charte signée par les cinq universités exigeant des moyens financiers supplémentaires à allouer aux universités auprès du gouvernement de la communauté française.
Outre son combat contre le numerus clausus, le CIUM s'occupe de l'information sur d'autres dossiers médicaux comme la médecine en 6 ans ainsi que de l'examen d'entrée  et de la surpopulation en faculté de médecine en communauté française de Belgique,. D'autre part, le CIUM organise des activités destinées à tous les jeunes, telles que des ateliers thématiques, des joggings, des cours de méthodologie ou des événements culturels.
Coordination du CIUM:
- 2006-2007 : Jonathan Petit (UCL)
- 2007-2008 : Jonathan Brauner (ULB)

Présidence/coprésidence du CIUM : 
- 2008-2009 : Jérôme Lechien (UMons - ULB)
- 2009-2010 : Jérôme Lechien (ULB)
- 2010-2011 : Jérôme Lechien (ULB) [16]
- 2011-2012: Jérôme Lechien (UMons-ULB) et Guillaume Lefebvre (FUNDP-ULB)
- 2012-2013: Amandine Henry (UMons)
- 2013-2014: Jean-Alexandre Laigle (UMons)
- 2014-2015: Emeline Lezier (ULB)
- 2015-2016: Quentin Lamelyn (ULB)
- 2016-2017: Giovanni Briganti (ULB) et Quentin Lamelyn (ULB)
- 2017-2018: Giovanni Briganti (ULB)
- 2018-2019: Giovanni Briganti (ULB)